# Lachésis
Pour l’article ayant un titre homophone, voir Lachesis pour le genre de serpent.
Lachésis (/lake'zis/ ; grec ancien Λάχεσις, Lákhesis, « distributrice de destins », de λαγχάνω , lanchano, « obtenir par tirage au sort, par le destin ou par la volonté des dieux »), selon les croyances de l'Antiquité grecque, est la cadette des trois sœurs du destin, ou Moires ; les autres étant, Clotho et Atropos. Son homologue romaine, parmi les Parques, est Decima.
Apparaissant souvent vêtue de blanc, Lachésis est celle qui  mesure le fil né du fuseau de Clotho et, dans certains textes, détermine le destin ou le fil de la vie. Lachésis est celle qui  répartit, qui décide du temps de vie à accorder à chaque  être en mesurant le fil de la vie à l'aide d'une verge.
On dit aussi qu'elle choisit le destin d'une personne après avoir mesuré le fil. Dans la mythologie, on présume qu'elle apparaît avec ses sœurs dans les trois jours suivant la naissance pour décider du sort du nourrisson.

## Origines
Selon la Théogonie d'Hésiode, Lachésis et ses sœurs sont les filles d'Érèbe (Ténèbres) et de Nyx (Nuit), bien que plus loin dans le même ouvrage (ll. 901-906), l'auteur les donne filles de Zeus et de Thémis.
Il est également fait mention de Lachésis dans le dixième livre de la République de Platon comme la fille de  Nécessité.
Elle instruit les âmes sur le point de choisir leur prochaine vie, leur attribue des destinées et leur présente toutes les espèces, humaines et animales, parmi lesquelles elles peuvent choisir leur prochaine vie.

## Zoologie
Lachesis est le nom donné à un genre de vipères parfois appelées crotales à losanges ou encore maîtres de brousse. Ce genre comprend la plus grande espèce venimeuse présente en occident.